# قطعنامه ۱۹۶۴ شورای امنیت
قطعنامه  ۱۹۶۴ شورای امنیت سازمان ملل متحد که در تاریخ ۲۲ دسامبر ۲۰۱۰ تصویب شد، سندی بین‌المللی دربارهٔ بررسی وضعیت سومالی است. این قطعنامه طی نشست ۶۴۶۱ام با ۱۵ رای موافق، ۰ مخالف و ۰ ممتنع تصویب شد.